# 須川亜紀子
須川 亜紀子（すがわ あきこ）は、日本の人文科学者。横浜国立大学教授。
文化研究（アニメ、マンガ、2.5次元）、ジェンダー学、オーディエンス/ファン研究を研究している。2020年から日本アニメーション学会の第4代会長を務めている。シカゴ大学人文学研究科修士課程（博士前期課程）修了、ウォーリック大学人文科学研究科博士課程修了。Doctor of Philosophy（ウォーリック大学)。

## 著書
- 少女と魔法 ガールヒーローはいかに受容されたのか（2013年4月24日、NTT出版）ISBN 9784757143098[3]
- 2.5次元文化論 舞台・キャラクター・ファンダム（2021年1月27日、青弓社）ISBN 9784787234803[4]